# 铁函心史
《铁函心史》是南宋末年连江人郑思肖所著的文集。
郑思肖是一名爱国文人同时还是一位画家。宋在抵抗蒙古数十年后终于沦亡。元至元二十年（1283年），宋已经沦亡4年，以遗民自居的郑思肖将自己多年所著诗文编为《咸淳集》、《大义集》、《中兴集》、《久久书》、《杂文》、《大义略叙》等，总题为《心史》，用腊封锡匣铁函数重密封，外书“大宋铁函经”五字，内书“大宋孤臣郑思肖百拜封”十字，悄悄沉于苏州承天寺的一口古井中。崇祯十一年（1638年），偶然被人从井底发掘出来。当时明朝又一次面临被少数民族灭亡的危险，此书遂以《铁函心史》而知名流行于世。心史一直存在是否為伪书的爭議。